# Contrat-cadre en droit français
En France, un contrat-cadre est un contrat par lequel les parties prévoient la conclusion de contrats ultérieurs selon certaines modalités. La Cour de cassation, en assemblée plénière, à l'occasion d'arrêts rendus le 1er décembre 1995, a considéré que l'indétermination du prix de ces contrats ultérieurs dans la convention initiale n'affecte pas leur validité, sauf dispositions légales particulières. L'abus dans la fixation du prix peut néanmoins donner lieu à la résiliation, ou à l'indemnisation. La notion de contrat-cadre figure dans le Code civil, depuis l’ordonnance n° 2016-131 du 10 février 2016 portant réforme du droit des contrats, du régime général et de la preuve des obligations ; d’après l’article 1111 du Code civil, « [l]e contrat cadre est un accord par lequel les parties conviennent des caractéristiques générales de leurs relations contractuelles futures » et « [d]es contrats d'application en précisent les modalités d'exécution ».

## Contexte
Les contrats-cadre sont des contrats complexes qui interviennent dans différents secteurs, dont celui de la distribution. Il est rare qu’un fabricant ou un producteur vende directement ses produits aux consommateurs, il passe généralement par des distributeurs ou des détaillants qui auront pour mission de vendre aux consommateurs. Il y a des relations longues, complexes, mises en place entre les cocontractants pour distribuer les produits. Ce sont des contrats, souvent réglementés par le droit communautaire, qui ont besoin de stabilité et qui s’étalent dans la durée (entre deux et dix ans).
Ils prévoient de multiples obligations de part et d’autre, parfois des relations financières puisqu’il peut arriver que le producteur consente des facilités de paiement au détaillant, qu’il participe à des opérations communes, des publicités concernant l’installation du magasin du détaillant pour qu’il soit reconnaissable par les consommateurs.

### Informations essentielles
Le contrat-cadre, peu importe son domaine d'application, comprend un certain nombre d'informations essentielles. 
A titre d'exemples
- un préambule ;
- un lexique des termes ;
- le périmètre d'application ;
- l'ordre de priorité des documents ;
- la description des produits et leurs prix ;
- les délais de livraison attendus ;
- les conditions de paiement ;
- les conditions de report et d'annulation ;
- les obligations de chaque partie en matière de confidentialité ;
- les conditions de validité et de résiliation

Ils prévoient de multiples obligations de part et d’autre, parfois des relations financières puisqu’il peut arriver que le producteur consente des facilités de paiement au détaillant, qu’il participe à des opérations communes, des publicités concernant l’installation du magasin du détaillant pour qu’il soit reconnaissable par les consommateurs.

#### Détermination du prix
Rien ne s'oppose dans le Code civil à la fixation du prix ou même au versement d'un droit d’entrée lors de la signature le contrat-cadre. En effet, la seule référence au prix figure dans l'article 1164 du Code civil prévoit l'hypothèse relative à la fixation unilatérale du prix par une des parties, mais à charge pour elle d'en motiver le montant en cas de contestation.

#### Clauses d'exclusivité
Le contrat de concession (de marque automobile) est par exemple un contrat cadre où il y a souvent une clause d’exclusivité ; il en est de même pour le contrat de franchise ;  pendant la durée de vie du contrat cadre des ventes conclues pour l’application, l’exécution du contrat cadre conclu ; le contrat-cadre est alors un contrat préparatoire à des ventes entre le fournisseur et le distributeur.

### Contrats d'application
Le contrat-cadre permet de configurer une relation commerciale en générant un ou plusieurs contrats d'application, qui vont entraîner la mise en œuvre les obligations définies au moment de la signature du contrat-cadre.
A titre d'exemples
- Exclusivité : le détaillant se fournira chez tel ou tel producteur, voire que le détaillant ne se fournira qu’auprès de tel ou tel producteur  qui ne vendra ses produits qu’à ce détaillant ;
- Bail emphytéotique : Projet d'exploitation de parcelles pour puisage ou extraction de minerais
- Bail commercial : Gestion d'un projet immobilier, d'une halle commerciale

## Évolutions jurisprudentielles
Les contrats-cadre ont constitué d’importants problèmes en jurisprudence, avec un début de contentieux début 1971 sur la détermination du prix qui s’est focalisé sur la nullité du contrat-cadre demandée par les détaillants. En effet, ces contrats étant favorables pendant quelques mois ou années aux détaillants, puis leur devenant petit à petit défavorables, ils voulaient alors sortir du contrat. Deux possibilités s’offraient à eux : soit ils utilisaient la clause de rupture unilatérale prévue au contrat, mais la somme à verser pour utiliser ce droit était souvent trop élevée ; soit ils demandaient l’annulation judiciaire du contrat pour indétermination du prix (souvent relative, par exemple : « le prix sera celui en vigueur au jour de la livraison ») sur le fondement de l’article 1591 du Code civil.
Dans une affaire qui concernait des pompistes de marque, la Cour de cassation rend un premier arrêt en 1971 dans lequel elle donne raison aux détaillants en qualifiant des contrats cadre de contrat de vente ou de promesse synallagmatique de vente (alors que ces contrats semblent davantage être des contrats préparatoires à la vente), en se fondant sur l’article 1591 du Code civil sur la détermination du prix pour annuler ces contrats.
La Cour de cassation accepte, dans un arrêt de 1978, de voir dans les contrats cadre des contrats autonomes de la vente et se fonde alors sur l’article 1129 du Code civil (droit commun des contrats sur la détermination de la chose) et annule toujours ces contrats. Cette position est à nouveau critiquée car elle assimile la chose (que ne concerne que l’article 1129 du Code civil) au prix et elle considère qu’il y a déjà obligation de payer le prix alors qu’il n’y a pas lors de la conclusion du contrat cadre d’obligation de payer le prix de vente : naîtra alors une obligation de conclure la vente.
Finalement, en 1995, la Cour de cassation cesse de se fonder sur l’article 1129 du Code civil : « lorsqu’une convention prévoit la conclusion de contrats ultérieurs, l’indétermination du prix dans le contrat initial n’affecte pas, sauf disposition légales contraires, la validité de ce contrat ». Selon sa nouvelle position, dont le fondement juridique est l’article 1134 (principalement) et 1135 du Code civil, il n’y a plus à fixer le prix de vente dès la signature du contrat cadre mais simplement lors des ventes ; l’abus dans la fixation du prix peut donner lieu à résiliation ou indemnisation. Il y a donc toujours un contrôle du prix par les juges (la responsabilité du fournisseur qui abuse de sa position économique peut être mise en œuvre), mais le contrôle se déplace de la formation à l’exécution du contrat.